# Прхати (Барбан)
Прхати (итал. Percati је насељено место у саставу општине Барбан у Истарској жупанији, Хрватска. До територијалне реорганизације у Хрватској налазили су се у саставу старе општине Пула.

## Становништво
Према последњем попису становништва из 2011. године у насељу Прхати живела су 142 становника.
| година пописа  | 1857 | 1869 | 1880 | 1890 | 1900 | 1910 | 1921  | 1931 | 1948 | 1953 | 1961 | 1971 | 1981 | 1991 | 2001 | 2011 |
| бр. становника | 632  | 781  | 115  | 104  | 96   | 138  | 1.055 | 513  | 155  | 160  | 134  | 143  | 167  | 141  | 157  | 142  |

Напомена:У пописима 1857. 1869. 1921, и 1931. у садржжи податке за насеља Јурићрв Кал, Коромани, Мелница, Пунтера и Ребићи. Од 1880. до 1910. садржи део података за насеље Коромани. Од 1957. до 1890,. и 1921. 1931 садржи део података на насеље Вадреш, 189. део података садржан је у општини Јурићев Кал